# Mixed Race
Mixed Race – dziewiąty album Tricky'ego, wydany 27 września 2010 roku przez wytwórnię Domino Recording Company.

## Spis utworów
1. „Every Day”
2. „Kingston Logic”
3. „Early Bird”
4. „Ghetto Stars”
5. „Hakim”
6. „Come to Me”
7. „Murder Weapon”
8. „Time to Dance”
9. „Really Real”
10. „Bristol to London”